# Castell de Gerb
El castell de Gerb és un castell del poble de Gerb, al municipi d'Os de Balaguer (Noguera), declarat bé cultural d'interès nacional.
Era situat al cim d'un tossal en el vessant del qual hi ha les ruïnes de l'antic poble anomenat Gerb Vell, que a partir del segle XX es va anar traslladant al pla, on està actualment Gerb, entitat municipal descentralitzada del municipi d'Os de Balaguer. Molt possiblement en aquest indret on hi havia el castell hi hagué algun tipus d'assentament andalusí, ja que és un lloc estratègic que controla el brancal de la via Balaguer-Àger a través de Vilanova de la Sal on ja s'han localitzat altres jaciments rurals andalusins. Durant dues dècades, aquest important castell fou una peça clau en la conquesta comtal de la Noguera.

## Història
Una de les primeres notícies documentals d'aquest castell data del 1061, quan Miró el llegà a Ramon de Peramola «ipsum castrum de Gerb» el qual l'havia de posseir sota la potestat del bisbe d'Urgell Guillem Guifré. El 1082, L'any 1082 el comte Ermengol IV d'Urgell donava a Mir Arnau un seguit de béns i alous situats al terme del castell de Gerb i la possibilitat de bastir les cases que volgués dins la demarcació del castell.
A partir de 1090, les referències documentals augmenten doncs aquesta fortalesa representava la frontera efectiva entre els poders comtal i andalusí de Lleida, amb Balaguer com a plaça forta. Segons P. Sanahuja, va ser el lloc de residència dels comtes que van concentrar les seves forces per conquerir Balaguer.
El 1091, Ermengol IV feu donació al cenobi de Sant Sadurní de Tavèrnoles d'un lloc del castell perquè hi bastís una església en honor d'aquell sant. Uns mesos més tard, una altra escriptura de donació del comte Ermengol IV i la seva esposa Adelaida, aporta moltes dades sobre el castell i l'església de Sant Salvador de Gerb, que passarà a dependre de la canònica de Solsona.
En un document de 1094, el comte Ermengol V cedia al bisbe d'Urgell Guillem Arnau de Montferrer «ipsum meum castrum de Gerb superiorem», és a dir, la part superior. El mateix any, el bisbe Guillem Arnau d'Urgell feu donació a Guillem i a Gombau Bernat del castell de Campvim que ell havia rebut del comte Ermengol IV d'Urgell «quando construebat castrum de Girb». Atesa la hipòtesi de l'origen andalusí del castell, el comte no hauria fet bastir una fortificació de nova planta sinó que aprofitaria algun tipus de pervivència constructiva anterior. L'any 1092 el comte Ermengol IV d'Urgell va morir en aquest castell des d'on fou transportat a Solsona.
A partir de la conquesta de Balaguer, l'any 1105, la importància d'aquest castell començà a minvar ràpidament. El 1106 els comtes Pedro Ansúrez i la seva muller Elo i el seu net Ermengol VI d'Urgell donaren el castell en alou amb la vila, habitants, terres, vinyes, molins, delmes, primícies i oblacions dels fidels a Santa Maria de Solsona. A la darreria del segle xii n'era castlà Bernat d'Anglesola, que el llegà al seu fill (1175) Arnau Berenguer. La fortalesa encara existia el 1302 quan Romia de Peramola, del monestir de les Franqueses, vengué a Berenguer, prepòsit de Solsona una casa al castell i vila de Gerb.
Es pot establir que el domini eminent fou detingut pels comtes d'Urgell, almenys a partir d'Ermengol IV tot i que es feren importants infeudacions a institucions eclesiàstiques i a particulars.

## Arquitectura
Per referències documentals se sap que l'espai que ocupava el castell era dividit en dos nivells. La part alta era destinada a residència senyorial i la part baixa als estaments civil i militar, amb assentament de la població rural.
És difícil de precisar quines són les restes que corresponen al castell dels segles xi i xii i les altres dependències vinculades al conjunt, ja que, si en queda res, ha quedat completament amagat en reformes molt posteriors.